# Marie Kondo
Marie Kondo (近藤 麻理恵 Kondō Marie?,  Tokio, Japón, 9 de octubre de 1984) es una autora, empresaria y consultora de organización japonesa.

## Carrera
Ha escrito cuatro libros sobre el arte de organizar y lleva vendidos casi cuatro millones de copias en treinta y tres países, en los que es considerada un fenómeno de superventas. Ha sido traducida a múltiples idiomas entre ellos el coreano, chino, francés, alemán, inglés y español. 
Su libro, La magia del orden, le ha abierto las puertas al mercado en lengua española. Ha sido incluida en la lista de las 100 personas más influyentes del mundo elaborada por la revista Time en 2015, siendo la única japonesa de esta lista además del escritor Haruki Murakami.
Kondo se interesó desde los cinco años por las revistas de decoración que compraba su madre y por las acciones de limpiar y ordenar (término japonés: katazuke). Siendo la mediana de tres hermanos pasaba mucho tiempo a solas mientras su hermano mayor jugaba a los videojuegos y su madre cuidaba de su hermana pequeña que todavía era un bebé. Cuando fue al instituto le gustaba ordenar las estanterías mientras sus compañeros practicaban deporte y en los años de universidad poner las cosas en orden le ayudaba a superar la presión de los exámenes. Un día experimentó un estado de conciencia de orden perfecto y decidió hacer de su pasión su profesión con su sencillo Método KonMari, que aúna la filosofía oriental, el feng shui y el coaching inspiracional.

## Libros

### En español
- 2014, La magia del orden. (ISBN 9788466337816)
- 2016, La felicidad después del orden. (ISBN 9789974741447)
- 2017, La magia del día a día. (ISBN 9788403516083)
- 2020, La felicidad en el trabajo. (ISBN 9788403519374)

### En japonés
- 2011, Jinsei ga Tokimeku Katazuke no Maho (人生がときめく片づけの魔法), Sunmark Shuppan, Tokio,(ISBN 978-4-7631-3120-1)
- 2012, Jinsei ga Tokimeku Katazuke no Maho 2 (人生がときめく片づけの魔法2), Sunmark Shuppan, Tokio, (ISBN 978-4-7631-3241-3)
- 2014, Mainichi ga Tokimeku Katazuke no Maho (毎日がときめく片付けの魔法), Sunmark Shuppan, Tokio, (ISBN 978-4-7631-3352-6)
- 2015, Irasuto de Tokimeku Katazuke no Maho , The Illustrated Guide to the Life-Changing Magic of Tidying Up (イラストでときめく片付けの魔法）, Sunmark Shuppan, Tokio, (ISBN 978-4-7631-3427-1)

## Premios y nominaciones
| Premios Primetime Emmy | Premios Primetime Emmy      | Premios Primetime Emmy      | Premios Primetime Emmy | Premios Primetime Emmy |
| Año                    | Categoría                   | Trabajo nominado            | Resultado              | Ref.                   |
| ---------------------- | --------------------------- | --------------------------- | ---------------------- | ---------------------- |
| 2019                   | Mejor reality estructurado  | Tidying Up With Marie Kondo | Nominada               | [ 6 ]                  |
| 2019                   | Mejor conductora de reality | Tidying Up With Marie Kondo | Nominada               | [ 6 ]                  |

## Vida personal
Kondo se casó con Takumi Kawahara en 2012. En el momento en que se conocieron, Kawahara trabajaba en apoyo en ventas y marketing en una empresa de Osaka. Una vez que la carrera de Kondo despegó, dejó este trabajo para convertirse en su gerente, y finalmente gerente de Konmari Media LLC. La pareja tiene dos hijas, Satsuki y Miko. Kondo anunció el 27 de enero de 2021 que estaba esperando un tercer hijo, un varón que nació el 22 de abril de 2021.
Después de casarse, la pareja vivió en Tokio y luego se mudó a San Francisco, Estados Unidos. Desde 2019, Kondo y su familia viven en Los Ángeles.